# 43.ª Divisão (Japão)
A 43ª Divisão foi uma divisão de infantaria do Império do Japão que serviu durante a Segunda Guerra Mundial. A divisão foi formada no dia 14 de maio de 1943 em Nagoya, sendo destruída em Saipan no dia 6 de julho de 1944.

## Comandantes
| Comandante                       | Data                                     |
| -------------------------------- | ---------------------------------------- |
| Lt. General Tsunenrio Kayanomiya | 10 de junho de 1943 - 6 de abril de 1944 |
| Lt. General Yoshitsugu Saito     | 6 de abril de 1944 - 6 de julho de 1944  |

## Subordinação
- Distrito Central de Exército - junho de 1943
- 31º Exército - abril de 1944